# Natividade (Campin)
Natividade é uma pintura do pintor flamengo Robert Campin, datada de 1420. O trabalho mostra três episódios da vida de Cristo num único painel, em vez de o apresentar em formato de tríptico. As cenas são, da esquerda para a direita, o nascimento de Cristo, a Adoração dos Magos, e Adoração dos Pastores. A pintura é bastante realista; o Menino Jesus e os seus pais são representados num contexto de pobreza; as figuras encontram-se concentradas num único espaço partilhado por animais, num quarto com um telhado de palha furado, e paredes partidas. Na sua Natividade, Campin abandona a narrativa tradicional.
A Virgem é apresentada na sua adolescência, José como um adulto, mais velho. Sobre eles, pairam quatro anjos segurando em oferendas. Dois deles seguram numa bandeira com mensagens dirigidas às parteiras na zona baixa do painel; pode ler-se: Tangue puerum et sanabaris (toquem na criança e serão curados). Do pouco que se conhece sobre Campin, sabe-se que ele era pioneiro e inovador na pintura e, nesta obra, ele transmite a pobreza da Sagrada Família. A sua capacidade em pintar a óleo reflecte-se no posicionamento das figuras centrais do fundo da pintura, dando ao painel uma sensação de aperto e concentração, apesar do elevado detalhe do elementos do fundo e da paisagem. A cabana está inclinada em comparação ao enquadramento geral, uma técnica mais tarde adoptada por Rogier van der Weyden.
Campin pintou uma paisagem completa com vista para um lago para além do estábulo, logo em cima das duas parteira. Reforçando a ideia de redempção, Salomé encontra-se numa posição proeminente, olhando para fora em direcção ao observador, no meio do primeiro plano.
A pintura encontra-se no Museu de Belas Artes de Dijon.